# Prix de Berlin
Prix de Berlin är ett travlopp för treåriga varmblodiga (hingstar, ej valacker) som körs på Hippodrome d'Enghien-Soisy utanför Paris i Frankrike varje år. Det går av stapeln samma dag som Prix de Geneve. Det är ett Grupp 3-lopp, det vill säga ett lopp av tredje högsta internationella klass. Loppet körs över distansen 2875 meter. Förstapris är 40 500 euro, vilket gör loppet till ett av de större treåringsloppen i Frankrike.

## Vinnare
| År   | Häst             | Efter             | Kusk                    | Tränare                 | Tid    |
| ---- | ---------------- | ----------------- | ----------------------- | ----------------------- | ------ |
| 2024 | Luciano Menuet   | Feliciano         | Yoann Lebourgeois       | Philippe Allaire        | 1'14'5 |
| 2023 | Krack Time Atout | Face Time Bourbon | Paul Philippe Ploquin   | Sébastien Guarato       | 1'13'6 |
| 2022 | Just A Gigolo    | Boccador de Simm  | Franck Nivard           | Philippe Allaire        | 1'14'0 |
| 2021 | Izoard Védaquais | Bird Parker       | Éric Raffin             | Philippe Allaire        | 1'12"4 |
| 2020 | Havanaise        | Ricimer           | François Pierre Bossuet | François Pierre Bossuet | 1'17"1 |
| 2019 | Godfather        | Village Mystic    | Louis Baudron           | Louis Baudron           | 1'15"6 |
| 2018 | Fabulous Wood    | Ready Cash        | Matthieu Abrivard       | Yves Boireau            | 1'14"3 |
| 2017 | Hambo Trans R    | Love You          | Robin Bakker            | Paul Hagoort            | 1'15"2 |
| 2016 | Dawana           | Ready Cash        | Gabriele Gelormini      | Philippe Allaire        | 1'14"9 |
| 2015 | Coquin Bebe      | Rancho Gede       | Franck Nivard           | Franck Leblanc          | 1'13"8 |
| 2014 | Brillantissime   | Ready Cash        | Jos Verbeeck            | Philippe Allaire        | 1'14"1 |
| 2013 | Akim du Cap Vert | First de Retz     | Franck Anne             | Franck Anne             | 1'13"8 |
| 2012 | Voyage de Reve   | Password          | Jean-Philippe Dubois    | Philippe Moulin         | 1'14"5 |
| 2011 | Ubriaco          | Kaisy Dream       | Jean-Philippe Dubois    | Louis Baudron           | 1'16"8 |
| 2010 | The Best Madrik  | Coktail Jet       | Jean-Étienne Dubois     | Jean-Étienne Dubois     | 1'16"8 |
| 2009 | Main Wise As     | Yankee Glide      | Hugo Langeweg J:r       | Hugo Langeweg J:r       | 1'14"0 |
| 2008 | Return Money     | Corot             | Thierry Duvaldestin     | Pierre Rivière          | 1'13"2 |
| 2007 | Que Je T'Aime    | Love You          | Jean-Michel Bazire      | Jean-Pierre Dubois      | 1'16"1 |
| 2006 | Russel November  | General November  | Hugo Langeweg J:r       | Hugo Langeweg           | 1'13"2 |
| 2005 | Farifant         | And Arifant       | Pierre Vercruysse       | Maurizio Grosso         | 1'15"0 |